# Сабр
Сабр (араб. صبر‎ —  терпение, стойкость‎), в исламе — терпение при исполнении религиозных обязанностей, воздержании от запретного, упорство в Священной войне, благодарность и т. д. Коран предписывает мусульманам быть терпеливыми и стойко переносить все тяготы жизни. Только терпеливые могут добиться успехов в обоих мирах, и заслужить милость Аллаха. Сабр присущ только человеку, но не присущ ангелам и животным. Пророк Мухаммед называл сабр половиной религии. Терпение необходимо проявлять даже тогда, когда человеку трудно переносить тяготы жизни. Мусульманин не должен жаловаться на несчастья и не причитать (ас-сабр аль-джамиль). От слова сабр происходит имя Сабир.

## Этимология
Значение слова сабр трудно передать на западноевропейские и другие языки. По сообщениям арабских лексикографов, корень с-б-р, из которого произошёл масдар сабр, означает «сдерживать» или «связать»; оттуда каталаху сабран — «связать, а затем убить кто-то». Убийца и убитый в этом случае называется сабир и масбур соответственно. Выражение применяется, например, для мучеников и узников войны, преданных смерти, и животных, которых «пытают, чтобы убить» (хотя в исламе существует запрет подобных действий).
Слово сабр также имеет специальное техническое применение в выражении ямину сабрин, под которым подразумевается клятва, которая введена органами государственной власти и, следовательно, принимается недобровольно.

## Сабр в Коране
В Коране производные от корня с-б-р в первую очередь означают «быть терпеливым». Аллах в Коране призывает пророка Мухаммеда быть терпеливым, подобно тому как были терпеливы другие пророки. Терпеливым обещано двукратное вознаграждение.
В 10 аяте суры аз-Зумар говорится о том, что терпеливые (сабирун) должны получить свою награду без счёта (хисаб), то есть без меры или ограничения.
По отношению к Священной войне термин может означать «выносливость» и «упорство».
Сабр может иметь значение «смирения» и «покорности» как в суре Йусуф, где пророк Якуб говорит, что лучше проявить терпение. Иногда сабр связан с молитвой. По мнению толкователей Корана, именно в этих аятах терпение является синонимом поста, что подтверждает название шахр ас-сабр, данное Рамадану.
Прилагательное саббар, встречающееся в 5 аяте суры Ибрахим связано с благодарностью (шакур). Об этом писал ат-Табари в своём знаменитом Тафсире, Муслим в книге Зухд, Абу Хамид аль-Газали и другие исламские богословы.